# Українська мова — мова єднання
 Українська мова – мова єднання — загальноукраїнський фестиваль, який проводиться з 1999 року в Одесі. Упродовж фестивалю відбуваються презентації видань та авторів, літературні читання, а також церемонія нагородження Лауреатів. 

## Історія конкурсу
Ідея проведення фестивалю виникла в середині 1990-х років у керівництва Одеськрї регіональної організації Національної спілки журналістів України. Журналістів підтримали Причорноморська академія мовних технологій та комунікацій етносів, Міністерство культури України та Одеська обласна державна адміністрація. 
Одеська регіональна організація НСЖУ стала засновниками Конкурсу, якому було надано назву «Українська мова – мова єднання».
Щорічно конкурс проходить під гаслом, для якого було взято вислів Пантелеймона Куліша: «Рідне слово, рідний розум, рідна й правда буде». 
У 2024 році на 25-тому ювілейному конкурсі було прийняте рішення, що віднині конкурс буде носити ім’я багаторічного співголови конкурсу, письменника, вченого, громадського діяча, Героя України Івана Михайловича Дзюби

## Мета конкурсу
Конкурс «Українська мова — мова єднання» має на меті відбиття в друкованих та електронних ЗМІ, літературних творах, наукових роботах, рефератах учнів та студентів середніх та вищих учбових закладів України значення розвитку мовної культури в Україні як одного з вагомих чинників зміцнення духовності нації та розбудови української державності.

## Оргкомітет конкурсу
- Голова – Работін Юрій Анатолійович, голова правління Одеської регіональної організації Національної спілки журналістів України Заслужений журналіст України
- Співголова – Філіпчук Георгій Георгійович, академік, доктор педагогічних наук, перший заступник голови Всеукраїнського товариства «Просвіта» ім. Тараса Шевченка.

### Члени оргкомітету
- Джуран Василь Тодорович, голова Національної спілки письменників України в Чернівецькій області, поет, прозаїк, журналіст, лауреат творчих конкурсів.
- Ломачук Дмитро Федорович, кінорежисер, заслужений працівник кулыури України.
- Глущак Анатолій Степанович, поет, перекладач, член Національної спілки письменників України, лауреат літературних премій.
- Мамонтов Віктор Іванович, заслужений працівник культури України та Молдови, кавалер Вищої нагороди НСЖУ «Золота зірка української журналістики».
- Чубук Олег Леонтійович, заступник декана факультету журналістики Національного університету «Одеська юридична академія», військовий журналіст, капітан 1-го рангу.
- Спрінсян Василь Георгійович, завідувач кафедри інформаційної діяльності та медіакомунікацій, президент Асоціації документознавців України, заслужений працівник освіти України.
- Нечитайло Андрій Михайлович, публіцист, заслужений журналіст України.
- Цубенко Валерія Леонідівна, докторка історичних наук професорка, завідувачка кафедри українознавсти Одеської державної академії будівництва та архітектури; Почесний краєзнавець України.
- Кущінський Сергій Іванович, громадський діяч, Національної спілки журналістів

## Локації конкурсу
Кожного року учасники форуму збираються в різних локаціях, але постійна підтримка йде від одного з провідних культурних закладів нашого регіону - Літературного музею. Там відбуваються церемонії відкриття фестивалю, нагородження лауреатів та переможців, святкова музично-хореографічна програма.
- Одеський літературний музей
- Центральна міська бібліотека імені І. Я. Франка
- Одеська наукова національна бібліотека
- Одеська обласна універсальна бібліотека імені М. Грушевського
- Одеський регіональний інститут державного управління Національної академії управління при Президентові України

## Партнери конкурсу
- Всеукраїнський фестиваль документального кіно «Кінологос».
- Одеська обласна організація Національної спілки художників України.
- Одеська міська рада.
- Одеська обласна організація Профспілки працівників освіти України.

## Номінації конкурсу
«Рубежі подвигів і безсмертя». «Квітни, мово наша рідна». «На видноті усього світу». «Країна. Витоки. Родовід». «Рубежі подвигів і безсмертя»; «Пошук. Істина. Наука»; «Первоцвіт». «Засоби масової інформації». 

## Лауреати фестивалю
- Володи́мир Миха́йлович Гара́нін - поет, письменник, громадський діяч (2003, 2004, 2005, 2006 рр.).
- Щерба Таїсія Миколаївна - українська поетеса, прозаїк, журналіст; Відмінник освіти України (2012, 2017, 2018, 2019 рр.).
- Уолтер Орр Скотт,  американський письменник та поет (2018)
- Одеський національний академічний театр опери та балету (2022, Почесна медаль конкурсу)[6]
- журнал «Львівський клінічний вісник» (2024)
- Видання «Вісті Снігурівщини» (2024, Почесна медаль конкурсу)[7]

## Учасники конкурсу
Учасниками фестивалю в різні роки були люди віком від семи до дев'яноста років. Поряд із професійними письменниками та журналістами у фестивалі беруть участь вчителі, студенти, школярі, поети. Останні роки до конкурсу приєдналися військовослужбовці. 

## Офіційне видання конкурсу
У конкурсу «Українська мова – мова єднання» існує видання «Золотослів». В ньому висвітлюються події конкурсу, біографії видатних постатей літературного та культурного простору держави. В газеті публікуються списки учасників за номінаціями та списки переможців.

### Редакційна рада
Юрій Работін – шеф-редактор; Гліб Головченко, Володимир Гнатенко, Сергій Кущинський, Тетяна Бабіченко, Даніїл Рудой, В’ячеслав Никифоров. 